# Квінс (Нью-Брансвік)
Графство Квінс (англ. Queens) — графство в Канаді, у провінції Нью-Брансвік.

## Населення
За даними перепису 2016 року, графство нараховувало 10472 жителів, показавши скорочення на 5,5%, порівняно з 2011-м роком. Середня густина населення становила 2,8 осіб/км².
З офіційних мов обидвома одночасно володіли 965 жителів, тільки англійською — 9 310, а 15 — жодною з них. Усього 135 осіб вважали рідною мовою не одну з офіційних.
Працездатне населення становило 50,9% усього населення, рівень безробіття — 15% (19,6% серед чоловіків та 9,6% серед жінок). 87,3% були найманими працівниками, 10,1% — самозайнятими.
Середній дохід на особу становив $34 510 (медіана $26 353), при цьому для чоловіків — $40 955, а для жінок $28 347 (медіани — $34 832 та $20 992 відповідно).
34,6% мешканців мали закінчену шкільну освіту, не мали закінченої шкільної освіти — 24,5%, 40,8% мали післяшкільну освіту, з яких 20,1% мали диплом бакалавра, або вищий, 15 осіб мали вчений ступінь.
| Статево-вікова структура населення | Статево-вікова структура населення | Статево-вікова структура населення | Статево-вікова структура населення | Статево-вікова структура населення |
| ---------------------------------- | ---------------------------------- | ---------------------------------- | ---------------------------------- | ---------------------------------- |
|                                    |                                    |                                    |                                    |                                    |
| Всього                             | Всього                             | 49,2%50,8%                         |                                    |                                    |
| 0 — 14 років                       | 0 — 14 років                       |                                    | 11,1%                              | 11,1%                              |
| 15 — 64 років                      | 15 — 64 років                      |                                    | 59,8%                              | 59,8%                              |
| 65 і більше                        | 65 і більше                        |                                    | 29%                                | 29%                                |
| 85 і більше                        | 85 і більше                        |                                    | 3%                                 | 3%                                 |
| 100 і більше                       | 100 і більше                       |                                    | 0%                                 | 0%                                 |
| Середній вік (років)               | Середній вік (років)               | 49,150,1                           | 49,6                               | 49,6                               |
| Медіана (років)                    | Медіана (років)                    | 54,254,6                           | 54,4                               | 54,4                               |
| — чоловіки — жінки                 |                                    |                                    |                                    |                                    |

| Походження мешканців:     | Походження мешканців:     | Походження мешканців: | Походження мешканців: | Походження мешканців: |
| ------------------------- | ------------------------- | --------------------- | --------------------- | --------------------- |
| Походження                |                           |                       | осіб                  | %                     |
| Корінні американці        | Корінні американці        |                       | 360                   | 3.52%                 |
| Інше північноамериканське | Інше північноамериканське |                       | 5 330                 | 52.08%                |
| Європейське               | Європейське               |                       | 6 940                 | 67.81%                |
| британське                | британське                |                       | 5 930                 | 57.94%                |
| французьке                | французьке                |                       | 1 765                 | 17.24%                |
| українське                | українське                |                       | 10                    | 0.1%                  |
| Карибське                 | Карибське                 |                       | 50                    | 0.49%                 |
| Латинськоамериканське     | Латинськоамериканське     |                       | 15                    | 0.15%                 |
| Африканське               | Африканське               |                       | 65                    | 0.64%                 |
| Азійське                  | Азійське                  |                       | 75                    | 0.73%                 |

| Зайнятість населення за галузями (за класифікацією NOC): | Зайнятість населення за галузями (за класифікацією NOC): | Зайнятість населення за галузями (за класифікацією NOC): | Зайнятість населення за галузями (за класифікацією NOC): | Зайнятість населення за галузями (за класифікацією NOC): |
| -------------------------------------------------------- | -------------------------------------------------------- | -------------------------------------------------------- | -------------------------------------------------------- | -------------------------------------------------------- |
|                                                          |                                                          |                                                          |                                                          |                                                          |
| Управління                                               | Управління                                               |                                                          | 7,6%                                                     | 7,6%                                                     |
| Бізнес, фінанси та адміністрування                       | Бізнес, фінанси та адміністрування                       |                                                          | 11,6%                                                    | 11,6%                                                    |
| Природничі та прикладні науки                            | Природничі та прикладні науки                            |                                                          | 3,4%                                                     | 3,4%                                                     |
| Охорона здоров'я                                         | Охорона здоров'я                                         |                                                          | 8,3%                                                     | 8,3%                                                     |
| Освіта, правозахист, муніципальні та урядові служби      | Освіта, правозахист, муніципальні та урядові служби      |                                                          | 11,5%                                                    | 11,5%                                                    |
| Мистецтво, культура, відпочинок та спорт                 | Мистецтво, культура, відпочинок та спорт                 |                                                          | 0,8%                                                     | 0,8%                                                     |
| Роздрібна торгівля та послуги                            | Роздрібна торгівля та послуги                            |                                                          | 20,1%                                                    | 20,1%                                                    |
| Гуртова торгівля, транспорт та обладнання                | Гуртова торгівля, транспорт та обладнання                |                                                          | 24,8%                                                    | 24,8%                                                    |
| Природні ресурси, сільське господарство                  | Природні ресурси, сільське господарство                  |                                                          | 6,9%                                                     | 6,9%                                                     |
| Виробництво                                              | Виробництво                                              |                                                          | 5%                                                       | 5%                                                       |

## Населені пункти
До графства входять парафії Брансвік, Вікгем, Вотерборо, Гейджтаун, Гемпстед, Джонстон, Каннін, Кембридж, Пітерсвілл, Чипман, села Гейджтаун, Кембридж-Нерровс, Мінто, Чипман, а також хутори, інші малі населені пункти та розосереджені поселення.

## Клімат
Середня річна температура становить 5,7°C, середня максимальна – 23,2°C, а середня мінімальна – -14,6°C. Середня річна кількість опадів – 1 117 мм.
| Клімат поселення                              | Клімат поселення | Клімат поселення | Клімат поселення | Клімат поселення | Клімат поселення | Клімат поселення | Клімат поселення | Клімат поселення | Клімат поселення | Клімат поселення | Клімат поселення | Клімат поселення | Клімат поселення |
| Показник                                      | Січ.             | Лют.             | Бер.             | Квіт.            | Трав.            | Черв.            | Лип.             | Серп.            | Вер.             | Жовт.            | Лист.            | Груд.            |                  |
| Середній максимум, °C                         | −3,32            | −1,81            | 3,32             | 9,58             | 16,14            | 21,28            | 23,20            | 22,61            | 17,64            | 11,70            | 5,92             | −1,52            |                  |
| Середня температура, °C                       | −8,96            | −7,44            | −2,32            | 3,95             | 10,49            | 15,65            | 19,34            | 18,74            | 13,79            | 7,84             | 2,06             | −5,37            |                  |
| Середній мінімум, °C                          | −14,58           | −13,08           | −7,95            | −1,67            | 4,87             | 10,03            | 15,48            | 14,91            | 9,93             | 3,98             | −1,78            | −9,24            |                  |
| Норма опадів, мм                              | 104              | 77               | 93               | 88               | 102              | 85               | 86               | 78               | 90               | 101              | 108              | 105              |                  |
| Середньомісячна швидкість вітру, м/с          | 3.50             | 3.50             | 3.65             | 3.59             | 3.20             | 2.80             | 2.50             | 2.40             | 2.60             | 3.00             | 3.23             | 3.48             |                  |
| Середньомісячна сонячна радіація, кДж/м²·день | 5328             | 8697             | 12361            | 15309            | 18198            | 20318            | 19999            | 17739            | 13274            | 8502             | 5030             | 4118             |                  |
| --------------------------------------------- | ---------------- | ---------------- | ---------------- | ---------------- | ---------------- | ---------------- | ---------------- | ---------------- | ---------------- | ---------------- | ---------------- | ---------------- | ---------------- |
| Джерело:                                      |                  |                  |                  |                  |                  |                  |                  |                  |                  |                  |                  |                  |                  |